# Monzoniet

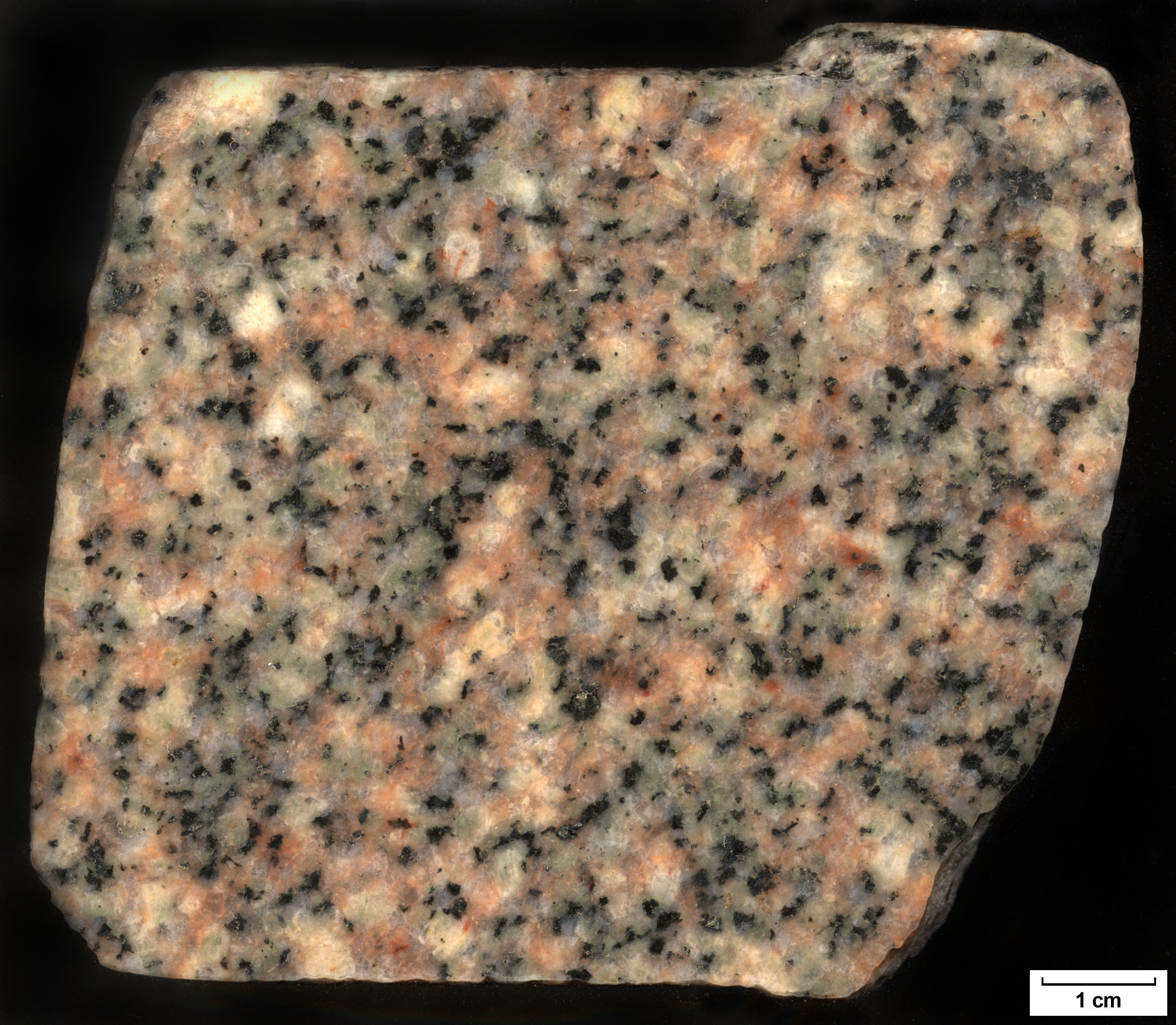
Kwarts-monzoniet, Cape Cod, Massachusetts.

Monzoniet is een intermediair (noch uitgesproken felsisch, noch mafisch) dieptegesteente dat bestaat uit ongeveer gelijke hoeveelheden natrium-houdend plagioklaas en orthoklaas-veldspaat.

## Eigenschappen
Naast de veldspaten bevat het stollingsgesteente monzoniet ook hoornblende en biotiet. Kwarts maakt ten hoogste 20% van het volume uit. Monzoniet met meer dan 5% kwarts wordt kwarts-monzoniet genoemd. Monzoniet kan ook onderverzadigd in silica zijn en dan tot 10 volumepercentage veldspaatvervangers bevatten (foïdehoudend monzoniet). 
Volgens het QAPF-diagram bevindt monzoniet zich tussen syeniet (rijker aan kaliveldspaat) en dioriet (rijker aan calcium-houdend plagioklaas en mafische mineralen). De uitvloeiingsgesteente-variant van monzoniet is latiet.

## Naam
Het gesteente monzoniet is genoemd naar Monte Monzoni, nabij Trentino in Italië.